# Jorge Urrego
Jorge Urrego Martínez (* 9. Oktober 1981 in Valencia) ist ein venezolanischer Fußballschiedsrichter. Seit 2007 steht er als Fußballschiedsrichterassistent auf der Liste der FIFA.

## Karriere
Als Assistent begleitete er nebst vielen Partien auf nationaler Ebene unter anderem international nebst Partien auf Klub-Ebene, auch Spiele von Nationalmannschaften. Hierbei war er unter anderem bei zwei Copa Américas und Olympia 2012 vertreten. Zur Weltmeisterschaft 2022 wurde er ins Aufgebot der Assistenten berufen.